# 尼基·比勒尔
尼基·比勒尔（英語：Niki Birrell，1976年8月16日—），英国男子帆船运动员。他曾代表英国参加2008年、2012年和2016年夏季残疾人奥林匹克运动会帆船比赛，获得二枚铜牌。